# Leucobrotula
Leucobrotula is een monotypisch geslacht van straalvinnige vissen uit de familie van naaldvissen (Parabrotulidae). Het geslacht is voor het eerst wetenschappelijk beschreven in 1952 door Koefoed.

## Soort
- Leucobrotula adipata Koefoed, 1952